# Phiến đá Rosetta
Phiến đá Rosetta (tiếng Anh: Rosetta Stone) là một tấm bia Ai Cập cổ đại làm bằng đá granodiorite có khắc một sắc lệnh ban hành ở Memphis năm 196 TCN nhân danh nhà vua Ptolemaios V. Sắc lệnh này được viết cùng một văn bản bằng 2 hệ ngôn ngữ: tiếng Ai Cập và tiếng Hy Lạp, và ba hệ chữ viết: chữ tượng hình Ai Cập cổ đại (trên cùng), chữ bình dân Ai Cập (ở giữa) và chữ Hy Lạp (dưới cùng). Bởi vì phiến đá trình bày cùng một văn bản với cả ba hệ chữ viết (với một vài khác biệt nhỏ giữa chúng), nó đã cung cấp chiếc chìa khóa vô giá giúp cho khoa học hiện đại hiểu được chữ tượng hình Ai Cập.
Viên đá được chạm khắc trong thời kỳ Hy Lạp hóa và ban đầu được cho là trưng bày trong một ngôi đền, có thể ở Sais gần đó. Nó có thể đã được chuyển đến vào cuối thời cổ đại hoặc trong thời kỳ Mameluk, và cuối cùng được sử dụng làm vật liệu xây dựng trong việc xây dựng Pháo đài Julien gần thị trấn Rashid (Rosetta) trong Đồng bằng sông Nile. Tháng 7 năm 1799, sĩ quan người Pháp Pierre-François Bouchard đã phát hiện ra phiến đá trong chiến dịch ở Ai Cập thời kỳ Napoléon. Đây là văn bản song ngữ Ai Cập cổ đại đầu tiên được khôi phục trong thời hiện đại, và đã thu hút sự quan tâm rộng rãi của công chúng với tiềm năng giải mã chữ tượng hình chưa từng được ra dịch trước đây. Các bản sao thạch cao và phôi thạch cao sớm bắt đầu lưu hành trong các viện bảo tàng và học giả châu Âu. Khi người Anh đánh bại người Pháp, họ đã mang viên đá tới London dưới thời Capitulation of Alexandria năm 1801. Nó đã được trưng bày công khai tại Bảo tàng Anh gần như liên tục kể từ năm 1802 và là đối tượng được quan tâm nhiều nhất ở đó.
Nghiên cứu về sắc lệnh đã được tiến hành khi bản dịch hoàn chỉnh đầu tiên của văn bản tiếng Hy Lạp xuất bản năm 1803. Jean-François Champollion công bố việc chuyển ngữ các chữ viết Ai Cập ở Paris vào năm 1822; phải mất nhiều thời gian hơn nữa trước khi các học giả có thể đọc các bản khắc và văn học Ai Cập Cổ đại một cách tự tin. Những tiến bộ lớn trong việc giải mã là sự công nhận phiến đá cung cấp ba phiên bản của cùng một văn bản (1799); rằng văn bản chữ viết Ai Cập đã sử dụng các ký tự phiên âm để đánh vần tên nước ngoài (1802); văn bản chữ tượng hình cũng làm như vậy, và có những điểm tương đồng phổ biến với chữ viết Ai Cập (1814); và các ký tự phiên âm đó cũng được sử dụng để đánh vần các từ bản địa của người Ai Cập (1822–1824).
Ba bản sao rời rạc khác của cùng một sắc lệnh đã được phát hiện sau đó, và một số bản khắc song ngữ hoặc ba thứ tiếng Ai Cập tương tự hiện đã được biết đến, bao gồm ba bản sớm hơn một chút là Sắc lệnh Ptolemaic: Sắc lệnh Alexandria năm 243 trước Công nguyên, Sắc lệnh Canopus năm 238 trước Công nguyên, và Sắc lệnh Memphis của Ptolemy IV, c. năm 218 trước Công nguyên. Hòn đá Rosetta không còn là duy nhất, nhưng nó là chìa khóa thiết yếu cho sự hiểu biết hiện đại về văn học và nền văn minh Ai Cập cổ đại. Thuật ngữ 'Rosetta Stone' hiện được sử dụng để chỉ manh mối thiết yếu cho một lĩnh vực kiến thức mới.